# Liste der Baudenkmale in Gollau (Lüchow (Wendland))
In der Liste der Baudenkmale in Gollau (Lüchow (Wendland)) sind die Baudenkmale des niedersächsischen Dorfes Gollau aufgelistet. Der Stand der Liste ist der 21. Oktober 2021. Dies ist ein Teil der Liste der Baudenkmale in Lüchow (Wendland). Die Quelle der  IDs und der Beschreibungen ist der Denkmalatlas Niedersachsen.

## Allgemein
In den Spalten befinden sich folgende Informationen:
- Lage: die Adresse des Baudenkmales und die geographischen Koordinaten. Kartenansicht, um Koordinaten zu setzen. In der Kartenansicht sind Baudenkmale ohne Koordinaten mit einem roten Marker dargestellt und können in der Karte gesetzt werden. Baudenkmale ohne Bild sind mit einem blauen Marker gekennzeichnet, Baudenkmale mit Bild mit einem grünen Marker.
- Bezeichnung: Bezeichnung des Baudenkmales
- Beschreibung: die Beschreibung des Baudenkmales. Unter § 3 Abs. 2 NDSchG werden Einzeldenkmale und unter § 3 Abs. 3 NDSchG Gruppen baulicher Anlagen und deren Bestandteile ausgewiesen.
- ID: die Objekt-ID des Baudenkmales
- Bild: ein Bild des Baudenkmales, ggf. zusätzlich mit einem Link zu weiteren Fotos des Baudenkmals im Medienarchiv Wikimedia Commons. Wenn man auf das Kamerasymbol klickt, können Fotos zu Baudenkmalen aus dieser Liste hochgeladen werden:

## Baudenkmale

### Gruppe baulicher Anlagen
| Lage                                       | Bezeichnung | Beschreibung | ID       | Bild |
| ------------------------------------------ | ----------- | --- | -------- | ---- |
| Gollau-Dorf 29 52° 59′ 31″ N, 11° 7′ 33″ O | Hofanlage   | Die Hofanlage Gollau-Dorf 29 besteht aus dem 1810 (i) errichteten Wohn-/Wirtschaftsgebäude sowie zwei südwestlich anschließenden Nebengebäuden aus der zweiten Hälfte des 19. Jahrhunderts. | 39627145 | BW   |

### Einzeldenkmale
| Lage                               | Bezeichnung                  | Beschreibung | ID       | Bild |
| ---------------------------------- | ---------------------------- | --- | -------- | ---- |
| Nr. 24 52° 59′ 34″ N, 11° 7′ 39″ O | Wohn- und Wirtschaftsgebäude | Vierständerhaus in Fachwerk mit Backsteinausfachung, unter Satteldach. Errichtet 1846 (i). | 39602352 | BW   |
| Nr. 26 52° 59′ 32″ N, 11° 7′ 37″ O | Wohn- und Wirtschaftsgebäude | Kossaterhaus mit Gitterfachwerkgiebel. Vierständerhaus in Fachwerk mit Backsteinausfachung; Wohnende in Backsteinmauerwerk; unter gemeinsamem Satteldach. Das zum Dorfplatz gerichtete Giebeldreieck in Gitterfachwerk mit Giebelpfahl. Errichtet 1801 (i). | 30871904 | BW   |
| Nr. 29 52° 59′ 32″ N, 11° 7′ 34″ O | Wohn- und Wirtschaftsgebäude | Kossaterhaus mit Gitterfachwerkgiebel. Kleines Hallenhaus in Fachwerk mit Backsteinausfachung, unter Satteldach, ausmittige Längsdiele; wohl Dreiständerhaus ohne einseitige Kübbung. Errichtet 1810 (i).                                                   | 30871886 | BW   |
| Nr. 29 52° 59′ 31″ N, 11° 7′ 33″ O | Scheune                      | Zwei leicht versetzt aneinandergebaute Fachwerkgebäude mit Backsteinausfachung unter ziegelgedeckten Satteldächern. Errichtet in der zweiten Hälfte des 19. Jahrhunderts.                                                                                   | 39602380 | BW   |
| Nr. 29 52° 59′ 32″ N, 11° 7′ 34″ O | Stall                        | Fachwerkbau mit Backsteinausfachung unter hohlpfannengedecktem Satteldach. Errichtet in der zweiten Hälfte des 19. Jahrhunderts. | 39602366 | BW   |